# Evezés a 2014. évi nyári ifjúsági olimpiai játékokon
A 2014. évi nyári ifjúsági olimpiai játékokon az evezés versenyszámainak Nankingban a Nanking Rowing-Canoeing School adott otthont augusztus 17. és 20. között. A fiúknál és a lányoknál is egypárevezős és kétpárevezős versenyszámokban avattak ifjúsági olimpiai bajnokot, így összesen 4 versenyszámot rendeztek.
A versenyszámok távja 1000 méter volt.

## Naptár
Az időpontok helyi idő szerint (UTC+8) értendők.
| Dátum         | Időpont | Versenyszám |
| ------------- | ------- | --- |
| Augusztus 17. | 10:00   | Lány egypárevezős, előfutamok Fiú egypárevezős, előfutamok Lány kétpárevezős, előfutamok Fiú kétpárevezős, előfutamok |
| Augusztus 18. | 10:00   | Lány egypárevezős, vigaszág Fiú egypárevezős, vigaszág Lány kétpárevezős, előfutamok Fiú kétpárevezős, előfutamok     |
| Augusztus 19. | 10:00   | Lány egypárevezős, elődöntők Fiú egypárevezős, elődöntők Lány kétpárevezős, vigaszág Fiú kétpárevezős, vigaszág       |
| Augusztus 20. | 10:00   | Lány egypárevezős, döntők Fiú egypárevezős, döntők Lány kétpárevezős, döntők Fiú kétpárevezős, döntők                 |

## Éremtáblázat
(A táblázatokban a rendező ország eltérő háttérszínnel, az egyes számoszlopok legmagasabb értéke vastagítással kiemelve.)
| A 2014. évi nyári ifjúsági olimpiai játékok éremtáblázata evezésben | A 2014. évi nyári ifjúsági olimpiai játékok éremtáblázata evezésben | A 2014. évi nyári ifjúsági olimpiai játékok éremtáblázata evezésben | A 2014. évi nyári ifjúsági olimpiai játékok éremtáblázata evezésben | A 2014. évi nyári ifjúsági olimpiai játékok éremtáblázata evezésben | Olimpia  |
| ------------------------------------------------------------------- | ------------------------------------------------------------------- | ------------------------------------------------------------------- | ------------------------------------------------------------------- | ------------------------------------------------------------------- | -------- |
|                                                                     | Ország                                                              | Arany                                                               | Ezüst                                                               | Bronz                                                               | Összesen |
| 1.                                                                  | Románia (ROU)                                                       | 2                                                                   | 0                                                                   | 0                                                                   | 2        |
| 2.                                                                  | Németország (GER)                                                   | 1                                                                   | 0                                                                   | 0                                                                   | 1        |
| 2.                                                                  | Fehéroroszország (BLR)                                              | 1                                                                   | 0                                                                   | 0                                                                   | 1        |
|                                                                     |                                                                     |                                                                     |                                                                     |                                                                     |          |
| 4.                                                                  | Azerbajdzsán (AZE)                                                  | 0                                                                   | 1                                                                   | 0                                                                   | 1        |
| 4.                                                                  | Csehország (CZE)                                                    | 0                                                                   | 1                                                                   | 0                                                                   | 1        |
| 4.                                                                  | Görögország (GRE)                                                   | 0                                                                   | 1                                                                   | 0                                                                   | 1        |
| 4.                                                                  | Kína (CHN)                                                          | 0                                                                   | 1                                                                   | 0                                                                   | 1        |
|                                                                     |                                                                     |                                                                     |                                                                     |                                                                     |          |
| 8.                                                                  | Kanada (CAN)                                                        | 0                                                                   | 0                                                                   | 2                                                                   | 2        |
| 9.                                                                  | Franciaország (FRA)                                                 | 0                                                                   | 0                                                                   | 1                                                                   | 1        |
| 9.                                                                  | Törökország (TUR)                                                   | 0                                                                   | 0                                                                   | 1                                                                   | 1        |
|                                                                     |                                                                     |                                                                     |                                                                     |                                                                     |          |
| Összesen                                                            | Összesen                                                            | 4                                                                   | 4                                                                   | 4                                                                   | 12       |

## Érmesek

### Fiú
| A 2014. évi nyári ifjúsági olimpiai játékok érmesei fiú evezésben |                                                       |                                                  |                                                   |
| Versenyszám                                                       | Arany                                                 | Ezüst                                            | Bronz                                             |
| Egypárevezős                                                      | Tim Ole Naske · Németország (GER)                     | Boris Yotov · Azerbajdzsán (AZE)                 | Dan de Groot · Kanada (CAN)                       |
| Kétpárevezős                                                      | Románia (ROU) · Gheorghe Robert Dedu · Ciprian Tudosa | Csehország (CZE) · Miroslav Jech · Lukas Helesic | Törökország (TUR) · Gokhan Guven · Eren Can Aslan |

### Lány
| A 2014. évi nyári ifjúsági olimpiai játékok érmesei lány evezésben |                                                              |                                         |                                                   |
| Versenyszám                                                        | Arany                                                        | Ezüst                                   | Bronz                                             |
| Egypárevezős                                                       | Krystsina Staraselets · Fehéroroszország (BLR)               | Athina Angelopoulou · Görögország (GRE) | Camille Juillet · Franciaország (FRA)             |
| Kétpárevezős                                                       | Románia (ROU) · Cristina Georgiana Popescu · Denisa Tilvescu | Kína (CHN) · Luo Yadan · Pan Jie        | Kanada (CAN) · Larissa Werbicki · Caileigh Filmer |